# Qurghan (huyện)
Qurghan là một huyện thuộc tỉnh Faryab, Afghanistan. Dân số thời điểm năm 1999 là -52,5 người.